# Sân bay quốc tế Hermes Quijada
Sân bay quốc tế Hermes Quijada (tiếng Tây Ban Nha: Aeropuerto International de Río Grande - Hermes Quijada) (IATA: RGA, ICAO: SAWE) là một sân bay ở tỉnh Tierra del Fuego, Argentina, phục vụ thành phố Río Grande. Hãng Aerolíneas Argentinas và LADE hoạt động ở đây.
Đường băng có diện tích 80.000m², đường lăn có diện tích 11.500m², nhà ga rộng 1.250m² và nhà ga hàng hóa rộng 230m², hangar rộng 1.700². 
Đơn vị vận hành là Aeropuertos Argentina 2000. Năm 2007, sân bay này phục vụ 38.901 lượt khách, so với 14.345 năm 2006.

## Các hãng hàng không và các tuyến điểm
- Aerolíneas Argentinas / Austral Líneas Aéreas
  - Buenos Aires / Aeroparque Jorge Newbery AEP
- LADE
  - Comodoro Rivadavia / Sân bay General Enrique Mosconi CRD
  - El Calafate / Sân bay Comandante Armando Tola FTE
  - Río Gallegos / Sân bay Piloto Civil N. Fernández RGL
  - Ushuaia / Sân bay quốc tế Ushuaia Malvinas Argentinas USH